# Евр (Ендр и Лоара)
Евр (фр. Esvres) је насељено место у Француској у региону Центар, у департману Ендр и Лоара.
По подацима из 2011. године у општини је живело 4734 становника, а густина насељености је износила 132,05 становника/km².

## Демографија
| 1962. | 1968. | 1975. | 1982. | 1990. | 2011. |
| ----- | ----- | ----- | ----- | ----- | ----- |
| 2.081 | 2.473 | 3.050 | 4.160 | 4.234 | 4.734 |